# Hosszúvágás
Hosszúvágás (1899-ig Lagnó, szlovákul: Legnava, németül: Langenau) község Szlovákiában, az Eperjesi kerület Ólublói járásában.

## Fekvése
Ólublótól 12 km-re kelet-északkeletre, a Poprád partján, közvetlenül a szlovák-lengyel határ mellett fekszik.

## Története
A falu valószínűleg a 14. század második felében keletkezett, amikor Nagy Lajos király a területet egy Jakab nevű nemesnek adományozta. 1427-ben „Langnow” néven említik először. Egy 1440-ben kiállított oklevél szerint a község területén pásztorok éltek. A berzevicei uradalomhoz tartozott. A 16. század végén ruszinokat telepítettek ide. 1600-ban 16 adózó portát számláltak a településen. A 17. században a Semsey, a 18. században a Szirmay család birtoka volt. 1787-ben 41 házában 298-an laktak.
A 18. század végén Vályi András így ír róla: „LAGNO. Legenau, Legnano. Orosz falu Sáros Várm. lakosai többen ó hitűek, fekszik Palocsának szomszédságában, és annak filiája, határja meg lehetős.”
1828-ban 59 házában 445 lakos élt. Lakói földművesek, pásztorok, favágók voltak, később a mezőgazdaság mellett a környékbeli üzemekben és a háziiparban dolgoztak.
Fényes Elek 1851-ben kiadott geográfiai szótárában így ír a faluról: „Laghno, orosz falu, Sáros vmegyében, a Poprád mellett, Galliczia szélén; 445 görög kath. lak. s paroch. templommal. Eperjeshez 10 óra.”
A trianoni diktátum előtt Sáros vármegye Héthársi járásához tartozott.
A második világháború idején lakói támogatták a partizánokat, ezért 1944. október 15-én német csapatok szállták meg és sok lakost elhurcoltak. 1945. január 24-én foglalták el a szovjet csapatok.

## Népessége
| Év:            | 1994. | 2004.    | 2014.    | 2024.    |
| -------------- | ----- | -------- | -------- | -------- |
| Emberek száma: | 193   | 146      | 117      | 87       |
| Eltérés:       |       | -24,35 % | -19,86 % | -25,64 % |

| Év:            | 2023. | 2024.   |
| -------------- | ----- | ------- |
| Emberek száma: | 90    | 87      |
| Eltérés:       |       | -3,33 % |

1910-ben 437, túlnyomórészt ruszin anyanyelvű lakosa volt.
2001-ben 156 lakosából 120 szlovák és 29 ruszin volt.
2011-ben 125 lakosából 93 szlovák és 23 ruszin volt.

## Nevezetességei
- Keresztelő Szent János tiszteletére szentelt görögkatolikus temploma 1883-ban épült neoklasszicista stílusban.
- A falutól 1 km-re levő kápolnát 1760-ban Szirmay Tamás építtette.